# Бегейнендейк
Бегейнендейк (на нидерландски: Begijnendijk) е селище в Централна Белгия, окръг Льовен на провинция Фламандски Брабант. Намира се на 16 km северно от град Льовен. Населението му е около 10 000 души (2018).